# Hard Candy (film)
(Dai dialoghi del film)
Hard Candy è un film thriller del 2005 di David Slade. La pellicola non è mai uscita nelle sale cinematografiche italiane. Dal 18 giugno 2008 il film è disponibile in Italia nel formato DVD a noleggio distribuito dalla 01 Distribution.
Fu presentato per la prima volta nel gennaio 2005 al Sundance Film Festival, trampolino di lancio che lo portò a Hollywood grazie alla casa di produzione Lions Gate Entertainment. Il titolo deriva dallo slang internet e starebbe ad indicare una ragazza minorenne.

## Trama
Hayley Stark è una ragazza di quattordici anni dall'aspetto innocente che si dimostra molto più matura dei suoi coetanei: passa il suo tempo leggendo i romanzi di Zadie Smith e l'autobiografia di Jean Seberg, e frequentando anche alcune chat dove un giorno conosce il trentenne fotografo Jeff. Dopo alcune settimane di conversazioni in chat, Jeff propone ad Hayley un incontro, che avviene in un locale. In quell'occasione il fotografo si dimostra molto gentile con lei e, dopo aver pranzato, i due vanno insieme a casa di Jeff.
Nella bella villa del fotografo la ragazza si dimostra curiosa e intraprendente, cominciando a bere diversi cocktail, si mostra interessata alla professione di Jeff e gli chiede di scattarle delle foto. 
Ma per Jeff la giornata si trasforma ben presto in un incubo, perché dietro la sua aria innocente Hayley nasconde la volontà di trovare l'assassino pedofilo di una sua amica scomparsa tempo prima. La ragazza quindi stordisce il fotografo con una droga e comincia a torturarlo per fargli ammettere di essere il mostro che sta cercando.
Quando dopo vari tentativi la ragazza trova alcune prove che collegano direttamente l'uomo ad atti di pedofilia, tra cui le foto della sua amica scomparsa, Hayley alza la posta in gioco e finge di sottoporre l'uomo ad un intervento di castrazione, avvisando nel frattempo l'ex fidanzata di quest'ultimo della necessità di recarsi presso l'abitazione dell'uomo. Jeff le racconta di un trauma legato a un abuso subito da parte di sua zia, tuttavia Hayley sembra irremovibile e prosegue con la sua recita. 
Quando dopo il finto intervento l'uomo riesce a liberarsi e prova ad aggredire la sua assalitrice, la ragazza lo blocca nuovamente con un taser per poi legarlo e mettergli un cappio al collo: la scelta per l'uomo è fra il suicidio, con la promessa che Hayley occulterà tutte le prove trovate, e la scoperta dei suoi reati.
Dopo un'inaspettata visita della vicina di casa, Jeff riesce a liberarsi ed a mettere in fuga Hayley, che si rifugia sul tetto dell'abitazione. Qui Jeff la raggiunge armato di coltello, tuttavia la ragazza ha con sé una pistola e ha preparato già un nuovo cappio: la ex di Jeff, Janelle, è ormai quasi arrivata e l'uomo deve nuovamente scegliere fra lo scandalo, con conseguenti anni di galera, e il suicidio. Jeff prova a convincere Hayley che lui non ha ucciso la sua amica, ha solo guardato, e promette di rivelarle il nome del vero assassino. Hayley gli risponde però che sa già di chi si tratta e gli ha già riservato lo stesso trattamento riservato a Jeff, inducendolo a suicidarsi, non prima di averle confessato che è  stato Jeff a commettere l'omicidio; Hayley gli confessa che a lei non importa nulla di chi sia stato il vero omicida, perché devono pagarla entrambi, e fa capire che potrebbe avergli mentito sulla sua stessa identità, privando Jeff di qualsiasi elemento a cui appellarsi contro di lei. 
Con l'arrivo di Janelle l'uomo decide di suicidarsi ed Hayley se ne va senza rimuovere le prove che incastrano Jeff, contrariamente a quanto gli aveva promesso.

## Produzione
Per David Higgins, produttore del film, l'idea di partenza era quella di girare una pellicola con pochi soldi che scuotesse l'animo dello spettatore raccontando una storia vera attraverso personaggi inventati. Ed è proprio da un fatto di cronaca in Giappone, dove delle ragazze adescavano in chat uomini più grandi, per poi accerchiarli e torturarli, che nasce l'idea di Hard Candy. Avuta l'idea bisognava realizzare la sceneggiatura, dove l'intento di ambientare tutta la storia dentro un appartamento esigeva uno sceneggiatore teatrale. Così, grazie a Brian Nelson, nel giro di sei settimane nacque Hard Candy.
Il film è stato girato cronologicamente. L'assonanza con Cappuccetto rosso è stata casuale: al regista piaceva il rosso su Elliot e a lui piacevano i cappucci. Elliot Page ha avuto la parte grazie al suo precedente lavoro Mouth to Mouth, ed è stato scelto tra trecento aspiranti ragazze.

## Accoglienza

### Pubblico
A fronte di un budget di 950,000 dollari, il film ha incassato 8.3 milioni di dollari al botteghino.

### Critica
Sull'aggregatore Rotten Tomatoes il film riceve il 67% delle recensioni professionali positive con un voto medio di 6,4 su 10 basato su 147 critiche, mentre su Metacritic ottiene un punteggio di 58 su 100 basato su 30 critiche.

## Premi vinti
- Miglior film straniero indipendente (nomination) - 2006 British Independent Film Awards.
- Film più visto dell'anno - 2006 Phoenix Film Critics Circle.
- Miglior attrice - Elliot Page - 2006 Austin Film Critics Awards.
- Miglior film sulla parità dei sessi - Elliot Page - 2006 Women Film Critics Circle.

## Scene eliminate
- Conversazione in chat più lunga.
- Hayley legge per intero la lettera di Janelle.
- Hayley chiama sua madre prima di aprire la cassaforte.
- Hayley parla a Jeff di Donna Mauer (castrazione).
- Jeff chiede pietà (castrazione).